# Teri Hatcher
Teri Lynn Hatcher (født 8. december 1964) er en amerikansk skuespillerinde. Hun bor til dagligt i Los Angeles sammen med sin datter. Lige nu er hun kæreste med kollegaen Eva Longorias ekskæreste. Hun blev verdenskendt for sin rolle i tv-serien Desperate Housewives, hvor hun spiller den forvirrede alenemor Susan Mayer. Hun har også været gæstestjerne i Two and a Half Men.
Teri har vundet en del priser for sine roller i film og tv-serier, men har også vundet en pris som "Årets forfatter", for sin bog Burnt Toast. Teri vandt også en del priser for sin optræden i Superman-serien Lois & Clark.